# Liste der Kellergassen in Bisamberg
Die Liste der Kellergassen in Bisamberg führt die Kellergassen in der niederösterreichischen Gemeinde Bisamberg an.
| Foto |                 | Kellergasse       | Standort                     | Beschreibung |
| ---- | --------------- | ----------------- | ---------------------------- | --- |
| ja   | Datei hochladen | Kellergasse       | KG: Bisamberg Standort       | Die Kellergasse ist eine beidseitige Einzelkellergasse in Hohlweg- und Hanglage. Sie besteht aus 13 Gebäuden und hat eine Länge von 200 Metern. Die älteste Datierung geht auf das Jahr 1885 zurück. |
| ja   | Datei hochladen | Anton-Zickl-Gasse | KG: Bisamberg Standort       | Die einseitige Einzelkellergasse ist direkt auf dem Bisamberg, südwestlich der Kirche. |
| ja   | Datei hochladen | Kellergasse       | KG: Kleinengersdorf Standort | Die Kellergasse ist eine einseitige Einzelkellergasse an einer Geländekante. Sie besteht aus 21 Gebäuden und hat eine Länge von 500 Metern.                                                          |

| Foto:                    | Fotografie der Kellergasse (Gesamtheit). Klicken des Fotos erzeugt eine vergrößerte Ansicht. Daneben finden sich zwei Symbole: \| Weitere Bilder vorhanden \| Das Symbol bedeutet, dass weitere Fotos des Objekts verfügbar sind. Durch Klicken des Symbols werden sie angezeigt. \| \| Eigenes Foto hochladen \| Durch Klicken des Symbols können weitere Fotos des Objekts in das Medienarchiv Wikimedia Commons hochgeladen werden. \| |
| Name:                    | Bezeichnung der Kellergasse |
| Standort:                | Es ist die Katastralgemeinde (KG) angegeben. Durch Aufruf des Links Standort wird die Lage der Kellergasse in verschiedenen Kartenprojekten angezeigt. |
| Beschreibung             | Kurze Beschreibung der Kellergasse |
| Weitere Bilder vorhanden | Das Symbol bedeutet, dass weitere Fotos des Objekts verfügbar sind. Durch Klicken des Symbols werden sie angezeigt. |
| Eigenes Foto hochladen   | Durch Klicken des Symbols können weitere Fotos des Objekts in das Medienarchiv Wikimedia Commons hochgeladen werden. |